# صفحه گردان

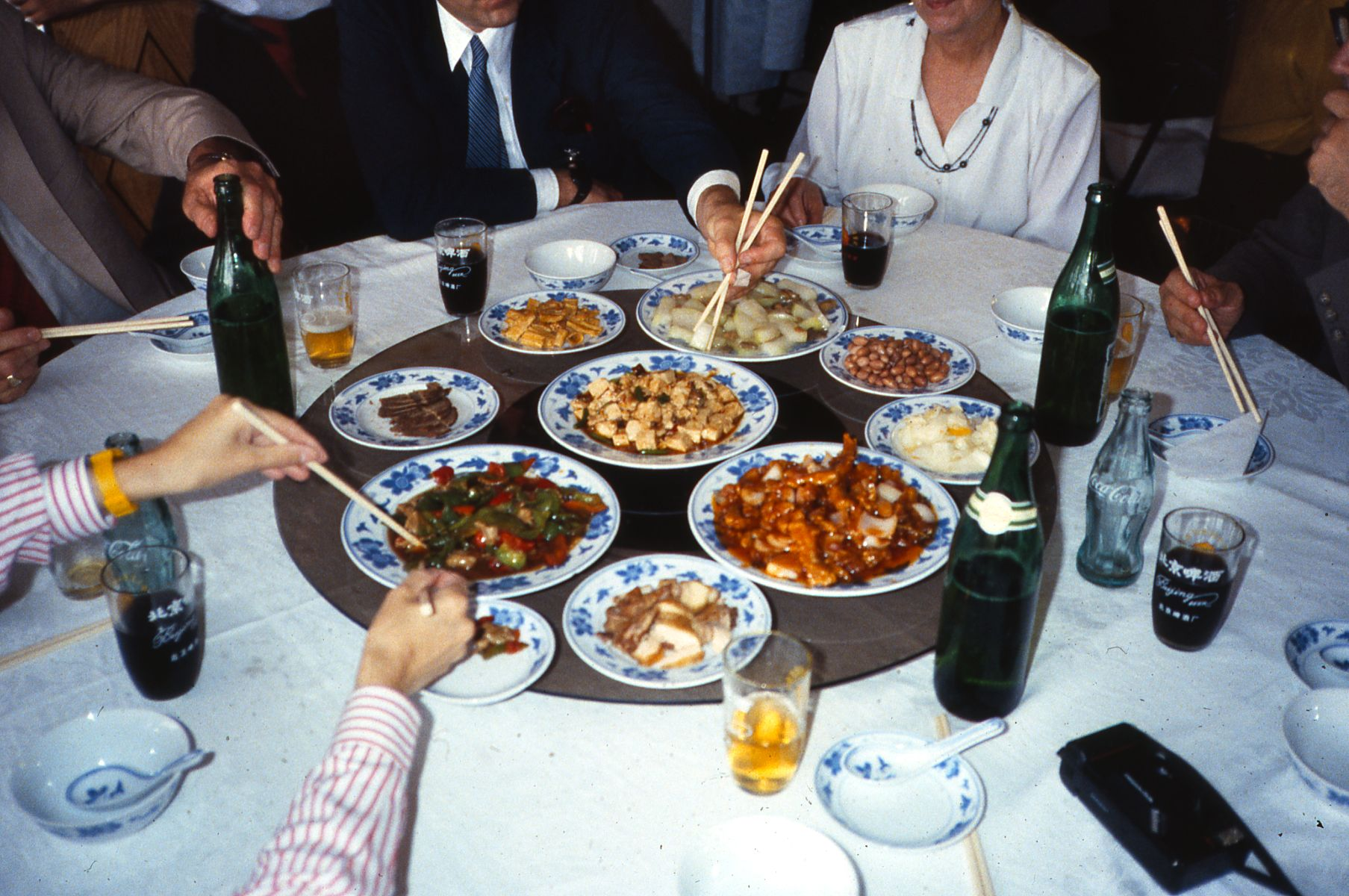

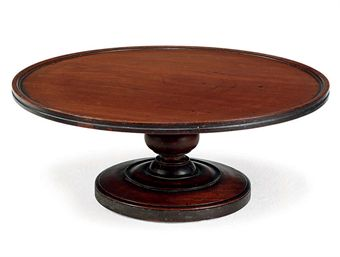
یک صفحه گردان چوب ماهون متعلق به دوران جورج سوم (ح. ۱۷۸۰)، به قیمت ۳۹۰۰ دلار توسط کریستیز در لندن در ۲۰ ژانویه ۲۰۱۰ به حراج گذاشته شد.

سینی چرخان (餐桌转盘) یک سینی است که روی میز یا کانتر برای کمک به توزیع غذا قرار می‌گیرد. سینی چرخان ممکن است از مواد مختلفی ساخته شوند، اما معمولاً شیشه، چوب، یا پلاستیک هستند. آنها دایره ای هستند و در مرکز یک میز قرار می‌گیرند تا به راحتی ظروف را در بین کسانی که در حال غذا خوردن هستند تقسیم کنند. اگرچه آنها در رستوران‌های چینی رایج هستند، سینی چرخان یک اختراع غربی است. به دلیل ماهیت آشپزی چینی، به خصوص دیم سام، این سینی اها هم در رستوران‌های رسمی چینی هم در سرزمین اصلی چین و هم در خارج از کشور چین رایج هستند. در چینی، آنها به عنوان 餐桌转盘 (t.نویسه‌های چینی سنتی 餐桌轉盤) پین‌یین cānzhuō zhuànpán) یا «میزهای گرامافون شام» شناخته می‌شوند.

## استفاده‌های دیگر
این اصطلاح به ندرت برای میزهای گردان بسیار قدیمی به کار رفته در چرخ سفالگری و کارهای مرتبط مانند مجسمه‌سازی، مدل‌سازی، کار تعمیر و غیره استفاده می‌شود.